# James Carlisle
Sir James Beethoven Carlisle (født 5. august 1937) er en tandlæge og politiker fra Antigua og Barbuda, der var Antigua og Barbudas 2. generalguvernør fra 1991 til 2007.